# Mount Warrnambool
Der Mount Warrnambool ist ein Vulkankrater, der 16 Kilometer südwestlich von Terang im australischen Bundesstaat Victoria auf einer Höhe von 216 Meter über Meer und 105 Meter über dem Gelände liegt.
Der Vulkankrater hat einen Durchmesser von einem Kilometer und einen Umfang von drei Kilometer. Dieser ungleichmäßige Kraterring aus Tuff ist 15 Meter hoch. Bei seinen Vulkanausbrüchen stieß er Lava und Tuff aus und bildete Gesteinslagen. Das Tuffgestein erreichte eine besondere Härte und wird deshalb vor dem Vulkankrater in einem Steinbruch abgebaut. In diesem Steinbruch können die Gesteinslagen betrachtet werden.
Der Basalt wird auf ein Alter 2,2 Millionen Jahre und die jüngeren Basaltlagen auf 570.000 Jahre datiert. Auf der Gipfelhöhe befindet sich ein Feuer-Wachtturm, der von der Öffentlichkeit nicht betreten werden kann. Im Süden des Berges führt der Princes Highway vorbei, der von dort aus betrachtet werden kann.